# Nemesio Vargas Valdivieso
Manuel Nemesio Vargas Valdivieso (Chancay, 19 de diciembre de 1849 - Lima, 18 de junio de 1921) fue un abogado, historiador y traductor peruano. Su obra histórica abarca los años iniciales de la República del Perú, hasta 1839. Fue padre del sacerdote e historiador jesuita Rubén Vargas Ugarte.

## Biografía
Nació en Chancay, cerca de Lima, hijo de Isidro Vargas, quien fuera propietario de la hacienda Hornillos en el valle de Chancay; su madre fue Santos Valdivieso. Fue tío abuelo del nobel de literatura Mario Vargas Llosa.
Cursó educación secundaria en el Seminario Conciliar de Santo Toribio (1863-1865) y en el Colegio Nacional Nuestra Señora de Guadalupe (1866-1867). . Ingresó a la Universidad Nacional Mayor de San Marcos (1868). En la Facultad de Jurisprudencia optó grado de Bachiller (1872) con una tesis sobre El internado, y se recibió como abogado. 
Al iniciarse la guerra con Chile, se incorporó a la reserva; en la defensa de Lima concurrió a la Batalla de Miraflores (15 de enero de 1881), como segundo jefe del 14.° batallón; y al ser ocupada la capital por las tropas chilenas, se retiró a la sierra y pasó a establecerse en Chancay, donde trabajó en las explotaciones agrícolas de su padre. Allí reanudó las tareas humanísticas que le eran gratas; y con particular afán se dedicó al aprendizaje de lenguas extranjeras. Logró consolidar una posición independiente, que le evitó solicitar un empleo público y que al mismo tiempo le permitió escrutar en el pasado histórico, sin temor al descubrimiento y la exposición de la verdad.

## Obras
Publicó:
- Mis lecturas (1901).
- Juicio crítico de las obras literarias de Juan Montalvo (1905).
- Historia del Perú independiente (8 vols., 1903-1917, a los que se agregó un volumen adicional en 1942), su obra principal, estimable y documentada relación en la cual se deslindan juicios cuya acritud es motivada a veces por los hechos políticos que el autor vivió, y que busca integrar el cuadro de la vida social a través de la crónica de costumbres o las anécdotas. Dicha historia, basada en fuentes primarias, llega hasta el año 1839, el período del Congreso Constituyente de Huancayo (segundo gobierno del mariscal Agustín Gamarra). Fue utilizada por su hijo Rubén como base para redactar los volúmenes dedicados a la República de su propia Historia general del Perú.

### Traducciones
También tradujo, de sus lenguas originales, a fray Agostino de Montefeltro (1895), Gotthold Ephraim Lessing (1896), William Shakespeare (1898), Silvio Pellico (1912) y Heidi de Johanna Spyri (1898).